# Тамила Холуб
Тамила Хрихоривна Холуб (порт. Tamila Hryhorivna Holub, укр. Таміла Григорівна Голуб; Черкаси, 15. мај 1999) португалска је пливачица украјинског порекла чија ужа специјалност су трке слободним стилом на дужим дистанцама. Некадашња је европска јуниорска првакиња у трци на 1500 метара слободним стилом. 

## Спортска каријера
Иако је рођена у Украјини, Холубова се још као девојчица са родитељима преселила у Португал где је и почела са инзензивнијим пливачким тренинзима у екипи Браге. Дебитантски наступ на међународним пливачким такмичењима је имала током 2014, прво на Европском јуниорском првенству у Дордрехту, где је заузела високо седмо место у финалу трке на 1500 слободно, а потом и на Олимпијским играма младих у Нанкингу. Због повреде је пропустила значајан део сезоне 2015, укључујући и Европске игре у Бакуу, а једино веће такмичење на коме је наступила те године је било Светско јуниорско првенство у Сингапуру. 
Први велики успех у каријери остварила је на Европском јнуиорском првенству у Ходмезевашархељу 2016, где је поред освојене златне и сребрне медаље у тркама на 1500 и 800 метара слободним стилом, успела да у краћој трци исплива квалификационо време за наступ на ЛОИ 2016. у Рију. Наступ на Олимпијади у Рију је уједно био и њен дебитантски у сениорској конкуренцији на међународној сцени, а своју једину трку у којој је учествовала, ону на 800 слободно, завршила је на 24. месту у конкуренцији 27 такмичарки. У децембру исте године је по први пут наступила и на Светском првенству у малим базенима одржаном у Виндзору. 
На светским првенствима у великим базенима је дебитовала у Будиимпешти 2017, где је остварила пласмане на 21. место у трци на 800 слободно и 10. место у трци на 1.500 слободно. Крајем године је учествовала и на Европском првенству у малим базенима у Копенхагену. 
Током 2018. је остварила неколико запаженијих резултата. Прво је на Медитеранским играма у Тарагони као чланица португалске штафете на 4×200 слободно испливала нови национални рекорд, а у трци на 800 слободно заузела седмо место у финалу, да би потом пливала у финалу трке на 1500 слободно (7. место) на Европском првенству у Глазгову. Крајем године је учествовала на Светском првенству у малим базенима у Хангџоуу (12. место у трци на 1500 слободно).   
На свом другом наступу на светским првенствима у великим базенима, у корејском Квангџуу 2019, такмичила се у три дисциплине. У појединачним тркама је заузела 16. место на 1500 метара и 17. место на 800 слободно, док је трку штафета на 4×200 слободно, у којој је пливала другу измену, завршила на последњем 14. месту.
Потом се такмичила се и на два наредна европска првенства, у малим базенима у Глазгову 2019. и великим базенима у Будимпешти 2021. где јој је најбољи резултат било 8. место у финалу трке на 1500 слободно. У истој дисциплини је успела да исплива квалификационо време за наступ на Олимпијским играма у Токију.